# رشيد طليع

رشيد علي حسين ناصيف طليع (1877 - 17 سبتمبر 1926)، سياسي أردني من أصل لبناني درزي. وهو أول رئيس وزراء في إمارة شرق الأردن، شغل المنصب من 11 أبريل 1921 إلى 5 أغسطس 1921.
شارك في الثورة السورية الكبرى ضد السلطات الفرنسية عام 1925، حتى قُتل في 17 أيلول 1926 في الشبيكي بجبل الدروز، حيث دُفن أيضاً وأقيم له نصب تذكاري.

## ولادته ونشأته
ولد رشيد طليع في لبنان عام 1877، وهو ينتمي لعشائر بني معروف الدرزية التي تستقرُّ في لبنان وسوريا والأردن وفلسطين، وكانت مشيخة عقل بني معروف غالباً ما تكون في آل طليع، ومن هؤلاء الشيخ محمد طليع عم رشيد طليع. تلقى طليع علومه في المدرسة الملكية بالأستانة عام 1900، ثم تخرَّج من دار الفنون في إستانبول التي كانت تعتبر بمثابة أهم الجامعات في الدولة العثمانية، ومنها كان يتخرج معظم رجالات الدولة العثمانية.

## العمل الوظيفي
بعد تخرجه من جامعة دار الفنون في إستانبول شغل رشيد طليع عدة مناصب حكومية رفيعة في الدولة العثمانية، كان منها: منصب متصرف حوران، ومتصرف طرابلس الشام، ومتصرف اللاذقية. شكل في القدس جمعية مساعدة الأحرار، وشارك مع الأمير عادل أرسلان والعقيد فؤاد سليم مع الثوار في مصر ضد الاحتلال الإنكليزي. وعندما إنسحب الأتراك من البلاد العربية وقامت المملكة الفيصلية في الشام التحق رشيد طليع بالملك فيصل بن الحسين في دمشق بعد تلقيه برقية من الملك فيصل بناءً على نصيحة من الوطني العربي السوري الشهير في ذلك العهد محمد الشريقي.
تمَّ تعيين طليع فور وصوله إلى دمشق حاكماً عسكرياً على منطقة حماة، وعندما شكل الملك فيصل أول حكومة أطلق عليها اسم مجلس المديرين (بمثابة مجلس وزراء) تقلد رشيد طليع منصب مدير الداخلية (وزير الداخلية)، وعندما بدأ المستعمرون الفرنسيون مؤامراتهم ضد المملكة الفيصلية لإسقاط حكومتها العربية نقل رشيد طليع ليصبح والياً لمنطقة حلب ومدينتها، ولكن الأمور تسارعت بعد أن تغلبت القوة الفرنسية الغاشمة على القلة المؤمنة في معركة ميسلون التي استشهد فيها القائد العربي يوسف العظمة، ولم تلبث المؤامرة الاستعمارية الفرنسية أن نجحت في إجهاض المملكة الفيصلية وأصبحت سورية تحت الحكم الاستعماري الفرنسي المباشر، فإضطر رجالات المملكة الفيصلية إلى ترك سورية ولجأ العديد منهم إلى شرقي الأردن، وكان من هؤلاء رشيد طليع الذي كان قد أصبح رئيساً لحزب الاستقلال العربي، وكان وصول رشيد طليع إلى شرقي الأردن متزامناً مع وصول الأمير عبد الله بن الحسين الذي بدأ يأخذ بناصية الأمور في شرقي الأردن التي كانت جزءاً من المملكة الفيصلية.

## مجلس المشاورين (رئاسة الحكومة)
دخل رشيد طليع اللبناني الدرزي العروبي تاريخ الأردن المعاصر كأول رئيس لأول حكومة أردنية تشكلت في عهد إمارة شرق الأردن في 11 نيسان 1921، فعندما رأى الأمير عبد الله بن الحسين أن الحاجة أصبحت ماسَّـة لتشكيل حكومة في شرقي الأردن تخلف الحكومة الفيصلية، عهد إلى رشيد طليع بتشكيلها ليكون أول رئيس لأول حكومة أردنية وكانت تحمل اسم مجلس المشاورين.
ولم يكن اعتماد الأمير المؤسِّـس عبد الله بن الحسين على رجالات حزب الاستقلال في تأسيس الإمارة وتكليفهم بتشكيل الحكومة في بدايات عهد الإمارة موضع ترحيب من الإنجليز الذين كانوا بحكم الانتداب يتسلطون على فلسطين آنذاك، فعمدوا إلى التضييق على حكومتي الرئيس رشيد طليع الأولى (11 نيسان 1921 حتى 5 تموز 1921) والثانية (5 تموز 1921 حتى 15 آب 1921)، ومنعوا عنهما المخصَّـصات المالية، وكان الإنجليز يتهمون طليع ووزراءه بأنهم جعلوا من الأردن قاعدة للثورة ضد المستعمرين الفرنسيين الذين يحتلون سورية، كما اتهموهم بأنهم وراء محاولة اغتيال الجنرال الفرنسي غورو، وما يزال الإنجليز يكيدون ضدَّ الرئيس رشيد طليع وحكومته حتى اضطروه إلى تقديم استقالته في 23 حزيران 1921.
يعتبر الرئيس رشيد طليع اللولب المحرك لمعظم نشاطات النضال الاستقلالي العروبي ضد المستعمرين الفرنسيين في سورية، ويعتبر من كبار رجالات العرب في عصره، ويوصف بأنه كان رجل كامل الصفات، عالي الأخلاق، ولا يكاد يكون له نظيرٌ في فن الإدارة.[بحاجة لمصدر] توفي، في أيلول عام 1926 في قرية الشبكي التابعة لمحافظة السويداء وتكريما له اقيم له نصب تذكاري في قرية الشبكي بجهود ومبادرة ذاتية من أهل القرية والتي دار فوق رحاها معركة عظيمة أيام الثورة السورية الكبرى وكان من ابرز القادة المشاركين بها المجاهد رشيد بك طليع.

## روابط خارجية
- موقع رئاسة الوزراء الأردني

| سبقه لا أحد | رؤساء وزراء الأردن 1921 | تبعه مظهر رسلان |